# (9339) Kimnovak
(9339) Kimnovak est un astéroïde de la ceinture principale.

## Description
(9339) Kimnovak est un astéroïde de la ceinture principale. Il fut découvert le 8 avril 1991 à La Silla par Eric Walter Elst. Il présente une orbite caractérisée par un demi-grand axe de 3,16 UA, une excentricité de 0,14 et une inclinaison de 0,9° par rapport à l'écliptique.

## Compléments